# Sinding Sogn (Herning Kommune)
 For alternative betydninger, se Sinding Sogn. (Se også artikler, som begynder med Sinding Sogn)
Sinding Sogn var et sogn i Herning Nordre Provsti (Viborg Stift). I 2010 blev det lagt sammen med Ørre Sogn til Ørre-Sinding Sogn. 
I 1800-tallet var Sinding Sogn anneks til Ørre Sogn. Sinding blev sin egen sognekommune, mens Ørre dannede en  sognekommune sammen med Simmelkær Sogn. Den blev senere delt, så hvert sogn var en selvstændig sognekommune. Alle 3 sogne hørte til Hammerum Herred i Ringkøbing Amt. Ved kommunalreformen i 1970 blev både Sinding, Ørre og Simmelkær indlemmet i Herning Kommune.
I sognet findes følgende autoriserede stednavne:
- Brådjord (bebyggelse)
- Karlsmose (bebyggelse)
- Kragsnap (bebyggelse, ejerlav)
- Kroghøj (bebyggelse)
- Mølleby (bebyggelse)
- Nyby (bebyggelse)
- Remme (bebyggelse, ejerlav)
- Sikær (areal, bebyggelse)
- Sikær Bæk (vandareal)
- Sinding (bebyggelse)
- Sinding Østerskov (bebyggelse)
- Visgård (bebyggelse)
- Åvad (bebyggelse)